# 柏林大轰炸
柏林大轰炸是指第二次世界大战期间，同盟国对纳粹德国首都柏林所实行的363次空袭。参与轰炸行动的空军部队包括英国皇家空军、美國陸軍航空軍（1942至1945年）、法国空天军（1944至1945年）及苏联空军（1941年至1945年）。
在整个二战期间，英国空军在柏林共投下了45517吨炸弹， 而美国轰炸机则共计投下了23000吨。连番的轰炸行动迫使大量居民外逃，截至1945年5月，共有170万人撤离柏林。

## 背景
1939年，第二次世界大战爆发之际时任美国总统富兰克林·罗斯福要求主要交战国将空袭对象限制于军事目标。对此英法两国以“基于他们所有的敌对国都将严格遵守同样的战争规则”为前提而同意遵守这一要求。
英国的空袭政策是仅针对军事目标以及重要的港口、铁路等基础设施实施。尽管承认过对德国的空袭会造成平民伤亡，但英国政府还是拒绝了有意轰炸战区以外的平民财产的军事手段。但在1940年5月15日，即德国对鹿特丹的空袭之后的第二天，该项政策被放弃。当时皇家空军被允许攻击德国鲁尔区的目标，包括协助德国军事目的的石油厂、熔矿炉和其他民用工业目标。于5月10日至11日晚上，英国皇家空军对德国多特蒙德进行了首次空袭。

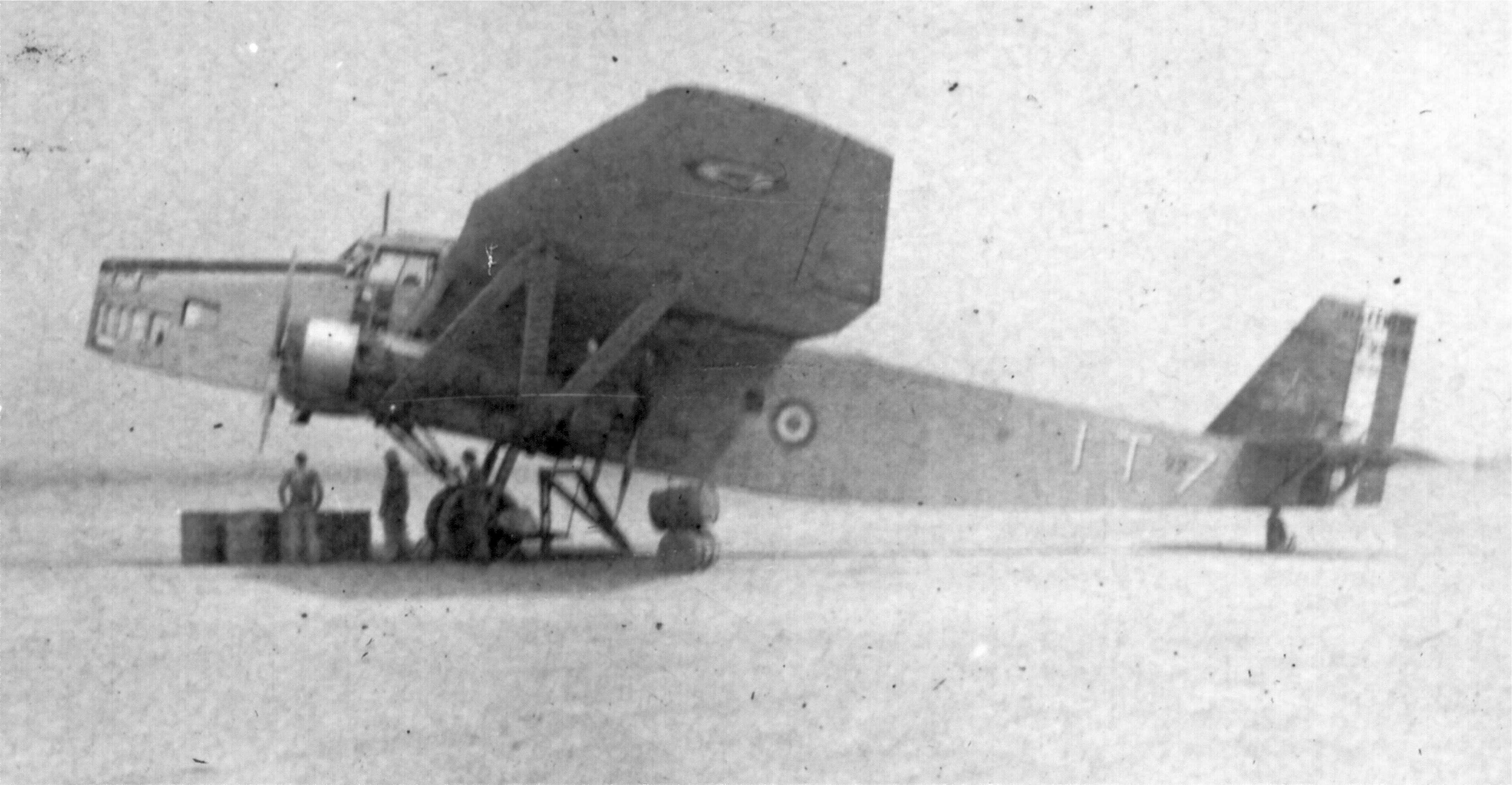
法军的F.222式轰炸机

在法国战役期间，法国为了报复德军前线于6月3日对巴黎的轰炸行动而决定轰炸柏林。法國海軍航空兵F.222式轰炸机的变体儒勒·凡尔纳于6月7日起飞向北行驶，然后在夜幕降临时飞过荷兰和丹麦海岸，于夜间抵达柏林工业区。在投放了8枚250公斤及10枚80公斤的炸弹之后，该飞机成为首支袭击纳粹德国首都的盟军轰炸机。  根据第一次世界大战的经验，人们对化学武器袭击的恐惧仍然很高。由于担心盟军使用化学，城内的居民在空袭中被要求佩戴呼吸防护面罩。
在1939年和1942年之间，盟军逐渐放弃只针对具有直接军事意义的目标轰炸的政策，而改用了“区域轰炸”，即以摧毁德国城市住房和民用基础设施而实行的大规模轰炸。尽管杀害德国平民从来都不是明确目标，该政策依旧造成了大规模的平民伤亡。而在1940年法国沦陷之后，轰炸城市成为了英国攻击德国的主要手段。为响应约瑟夫·斯大林的要求而做好准备，并努力开辟第二条欧洲战线。他们成功地仅在白天轰炸了军事目标，对借助当时可用的技术，盟军空军仅能在白天对军事目标进行精确轰炸。轰炸机司令部进行的昼间轰炸导致英国飞机损失惨重，而夜间轰炸虽让英军损失大大降低，但夜间导航和炸弹瞄准的困难降低了轰炸的精准度。

## 1940年至1943年

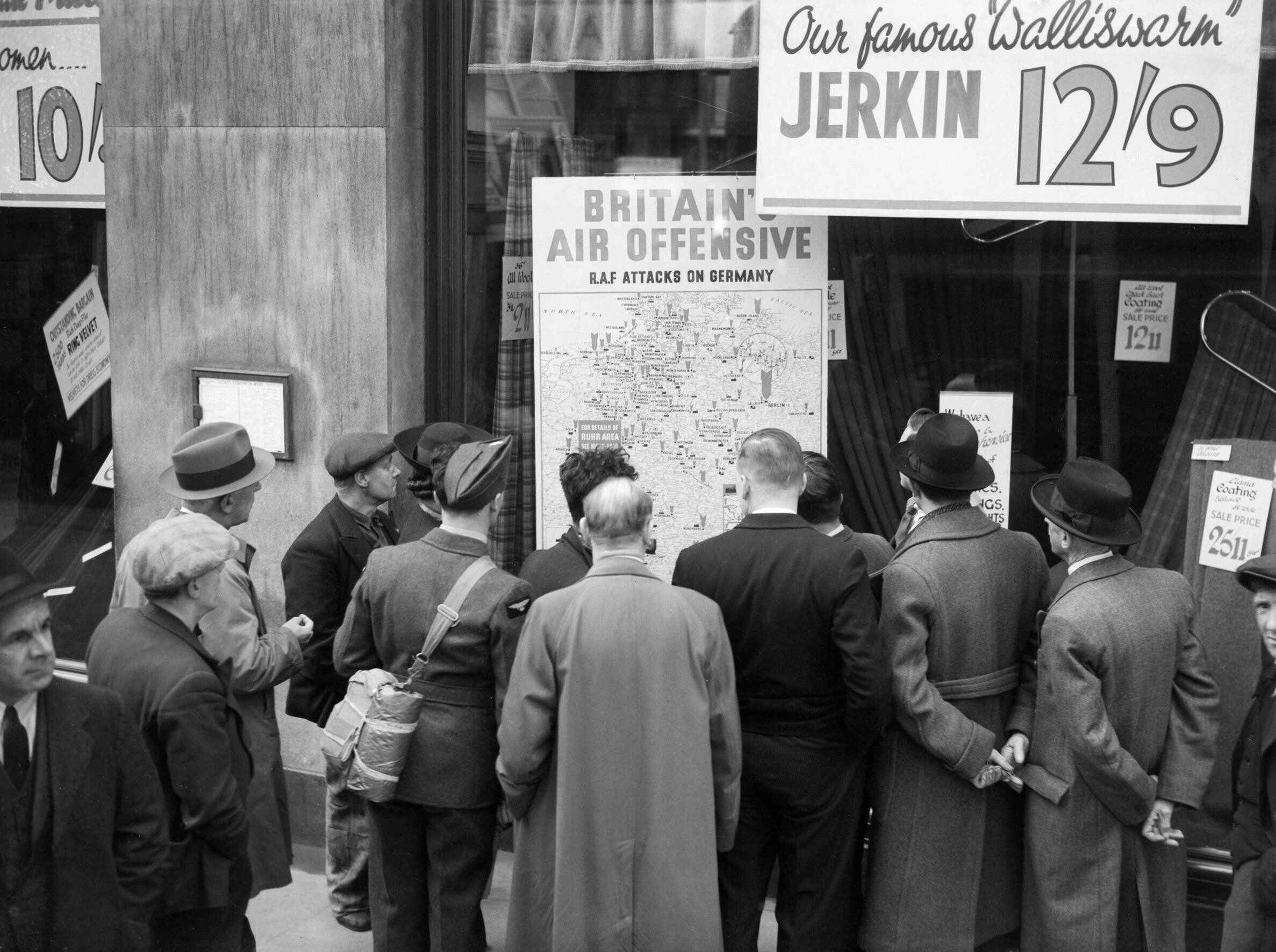
1940年伦敦市民参观展示英国皇家空军反击德国的地图

1941年之前，离伦敦有950公里的柏林处于当时英军轰炸机所能达到的极限距离。当时只有在白昼更长及天空晴朗的夏天才能进行夜间轰炸，而这增加了盟军轰炸机所承受的危险。1940年8月24日，納粹德國的一家He 111轟炸機在执行袭击英国炼油厂的命令时错误地将炸弹投掷到了伦敦。这导致英国决定对柏林进行报复性的空袭。8月25日夜晚，英国皇家空军对柏林进行了首次突袭。95架轰炸机被派往柏林市中心和西门子城附近的滕珀尔霍夫机场投放炸弹，其中81架在柏林及其周边地区投下。 而英国空军因为德国防空武器的反击未能全部到达市中心，因此投放的22吨炸弹中大部分广泛散布于柏林北部，尤其是在赖尼肯多夫和利希滕贝格，而没有伤害到人或造成重大物质损失。即便如此，此次空袭却对希特勒造成了极大的心理打击。此后希特勒下令将德国空军的目标由英国的机场和防空系统转移到英国的城市。在不列顛戰役接下来的阶段中，英军的防空势力不得不过度分散以防御德军的大规模空袭。

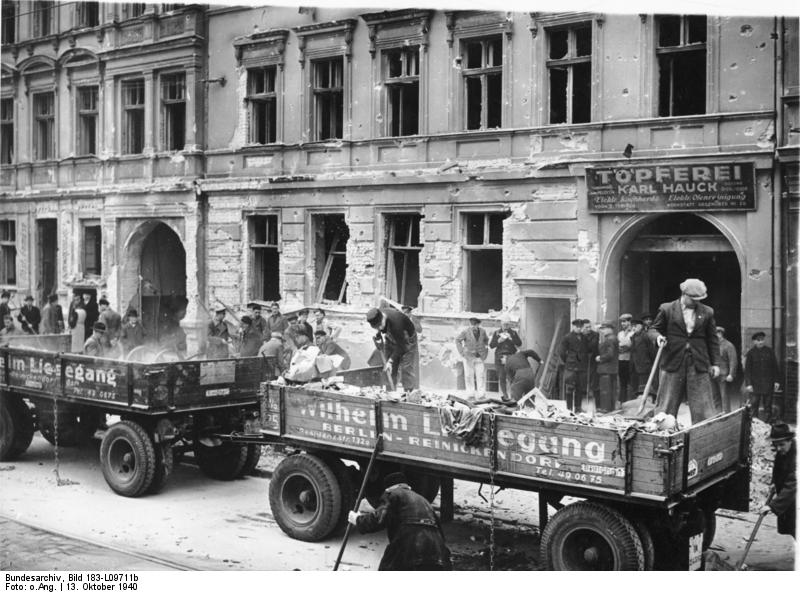
1940年10月13日，一个工作小组清除柏林空袭中的瓦砾

在接下来的两个星期内，英国皇家空军又发起了5次类似规模的突袭，每一场突袭皆为针对特定的目标。由于夜间导航的困难，所有空袭的准确性均较低。1940年期间，对柏林的突袭行动有所增加，但几乎没有造成任何破坏。当时皇家空军参谋长查尔斯·波特尔爵士称这些袭击是合理的，并表明：“让400万柏林居民从床上撤离并躲进防空洞”这件事值得英军的损失。
苏联于1941年8月8日在苏联共产党中央委员会总书记约瑟夫·斯大林的命令下开始了对柏林的轰炸运动，这一轰炸活动一直持续到9月初。自8月12日起，15架DB-3轰炸机在陆军轰炸机的陪同下，从萨列马岛到柏林进行了10次突袭，每次突袭中有3至12架飞机，总共有50架到达柏林。Pe-8重型陆军轰炸机在列宁格勒附近运作，于8月11日对柏林进行了一次突袭，但最终只有几架飞机抵达轰炸目标。1941年，苏联飞机总共向柏林投掷了36,000公斤的炸弹。苏军的战斗和作战损失造成17架飞机被毁，70名机组人员丧生。 由于德军进军爱沙尼亚，因此在1941年9月开始停止了在爱沙尼亚合适的机场上的行动。
1941年11月7日，英国英国皇家空军轰炸机司令部负责人理查德·皮尔斯爵士对柏林进行了大规模突袭，向德国首都派遣了169架轰炸机，其中21架被击落或坠毁。由于天气恶劣，这次空袭造成的损坏微不足道。本次失败导致皮尔斯被解雇，并由亚瑟·哈里斯爵士于1942年2月接任。英国皇家空军随后将注意力集中在了较轻的目标上，例如对鲁尔区的袭击。
同时，新型远程轰炸机投入使用，特别是1942年大量可用的蘭開斯特轟炸機。然而，在1942年的大部分时间里，轰炸机司令部的首要任务是进攻德国的U型潜艇港口，作为英国赢得大西洋海戰战略的一部分。在整个1942年期间，柏林只拉响了9次空中警报，而没有一次遭受严重的损失。 仅在1943年，哈里斯才有能力和机会将自己对区域轰炸的信念付诸实践。
1943年1月30日，即纳粹接管德国政权十周年纪念日，英国派出蚊式轟炸機执行对德国首都的袭击。当天赫尔曼·戈林和約瑟夫·戈培爾都在市内发表了型演讲，并将通过广播现场直播。在上午11时，第105中队的轰炸机正好按时到达柏林，打乱了戈林的讲话。晚些时候，第139中队用同样的方式诅咒了戈培尔的演讲。这些行动都是为了让德国领导层蒙羞而进行的宣传突袭。之后轰炸机司令部决定于1943年4月20日，希特勒的54岁生日上对柏林进行突袭。第105中队被派往德国首都，仅损失一架飞机就成功到达柏林。从1月16日至3月30日，盟军空军的袭击导致数个主要建筑，如圣黑德维希主教座堂，柏林洪堡大學医药学院大讲堂，俾斯麦大街的柏林德意志歌劇院等都受到重创。此外，持续的空袭引发了600起大火，摧毁了20,000所房屋。在某些情况下，整个住宅区被摧毁，导致数百人死亡。
1943年8月24日夜间，多达727架轰炸机袭击了柏林南部的兰克维茨区此外，達勒姆邮局，机场设施和部分夏洛滕堡的监狱也被波及，监狱内部的4位死刑犯得以趁乱越狱。

## 柏林空战
哈里斯于1943年11月发起了针对德国首都的协同空战。当时皇家空军仍在持续袭击其他城市，以防止德国人将其防线集中在柏林。此刻他可以在任意一个夜晚部署800多架远程轰炸机，且每架都配备了例如H2S雷达的先进的导航设备。在1943年11月至1944年3月之间，轰炸机司令部对柏林进行了16次大规模进攻。

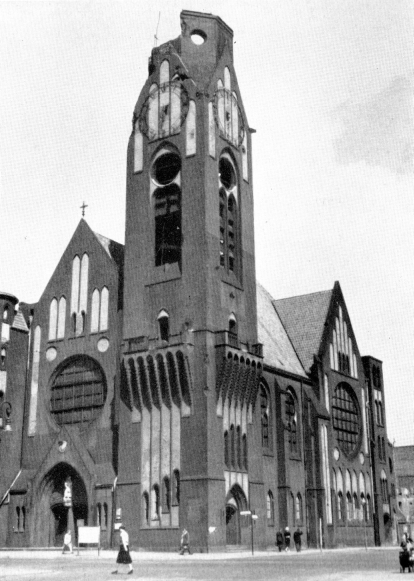
位于柏林莫阿比特区的改革宗教堂，于22日夜晚被损坏。

空战的第一次袭击发生在1943年11月18日至19日。在440架蘭開斯特轟炸機的协助下，四架蚊式轰炸机对柏林进行了袭击。因为当天夜里乌云笼罩，造成的损失并不严重。第二次大规模袭击发生在1943年11月22日至23日晚上。英军轰炸了柏林中心以西的居民区，对蒂尔加滕、夏洛滕堡、舍讷贝格和施潘道造成了广泛破坏。由于天气干燥，轰炸引发了几场大火。柏林工业大学的主体建筑，以及威廉皇帝纪念教堂皆被摧毁。其他几座值得注意的被损坏或毁坏建筑包括克罗伊茨贝格区的柏林公共交通公司，陶恩齐恩大街的西百貨店，保罗·尼普科夫电视台，英、法、意、日的驻徳大使馆，夏洛滕堡宫，柏林動物園，柏林新犹太会堂，军火部，武装党卫队行政学院，斯潘道的帝国卫队军营以及几家军工厂。12月17日，柏林铁路系统遭受了广泛破坏。到此刻轰炸行动的累积影响已经使柏林四分之一以上的生活住所无法使用。

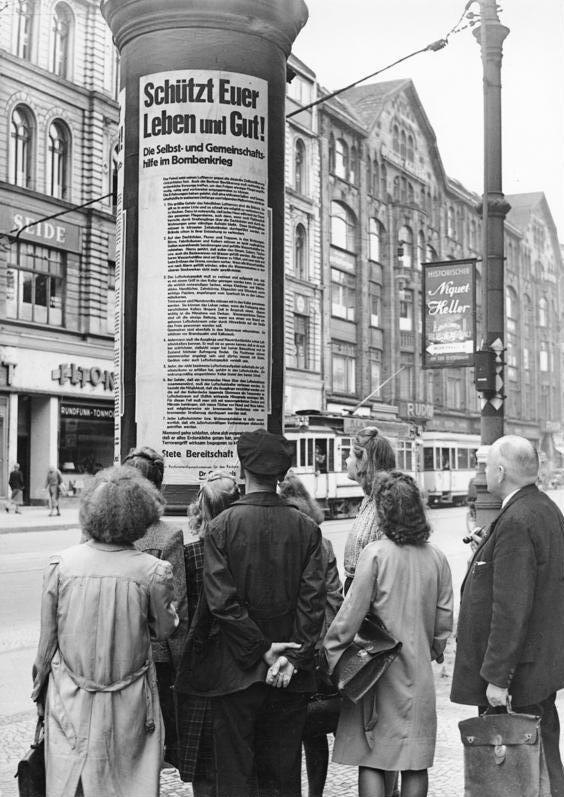
1943年8月的广告柱，其中包含发生空袭时的行为准则和说明

1944年1月27日傍晚，英国皇家空军用481架轰炸机袭击了柏林，向该市投放了1,761吨炸弹。根据纳粹德国國防軍最高統帥部的统计，英军所投放的高爆炸弹和燃烧弹主要摧毁了人口稠密的居民区和文化遗址。而皇家空军在这次行动中损失了33架飞机。1月28日至29日，柏林的西部和南部地区再次受到集中袭击。2月15日至16日，重要的军事工业受到了打击，包括大型的西门子施塔特区域，中部和西南部地区承受了大部分损失。空袭一直持续到1944年3月。
这些袭击在柏林造成了巨大的破坏和生命损失。1943年11月22日的突袭杀死了2,000名柏林居民，并使175,000人无家可归。次日晚上，有1000人被杀，100,000人无家可归。在12月和1月期间，定期突袭每晚造成数百人丧生，每次造成20,000至80,000人无家可归。总共将近4,000人丧生，10,000人受伤，45万无家可归。
轰炸柏林的16次袭击使轰炸机司令部损失了500多架飞机，部分机组人员被杀或被俘。5.8％的损失率是高于英国皇家空军认为最高的可持续运营损失率5％的阈值。在1943年12月，仅来自第460中队的空军第11中队在对柏林的战斗中丧生； 1月和2月，又有14名机组人员遇难。摧毁了25架飞机意味着必须在3个月内更换中队的战斗力。”柏林空战虽然占据了德国战场以外的军事资源，并且对经济产生了影响——不仅是对财产的物理损害，死亡和工人受伤，还由于必须搬迁和加固建筑物，工业和其他基础设施以保护他们免受侵害盟军进攻——但英国官方历史学家指出，从作战意义上看，柏林空战尽管造成了不小的破坏，但这些袭击并未达成目标。德国平民的士气没有受到破坏，而城市的防御和基本服务得以维持，柏林的战争生产能力没有下降。实际上，直到1944年底，德国的战争生产量甚至持续攀升。

## 1944年至1945年

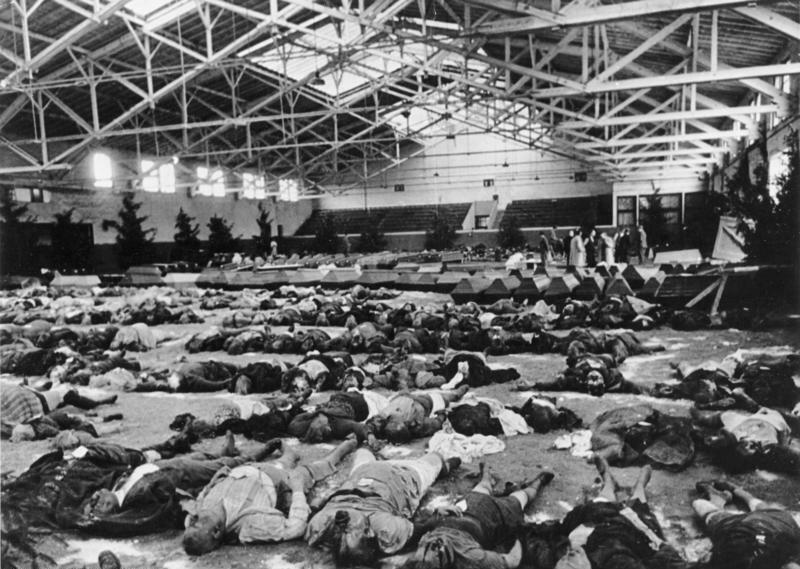
1944年秋天，集中于展厅的轰炸袭击受害者

1943年，美国陆军和标准石油公司在犹他州西部建造了一组典型的德国工人阶级居住区的复制品，称作“德国村”。因盟军先前未能在柏林点燃火災暴風，于是这些模型被用于测试能之后用在燃烧弹轰炸柏林的炮弹。该项目是于1933年逃离纳粹德国的犹太建筑设计师埃里希·门德尔松的协助下完成的。

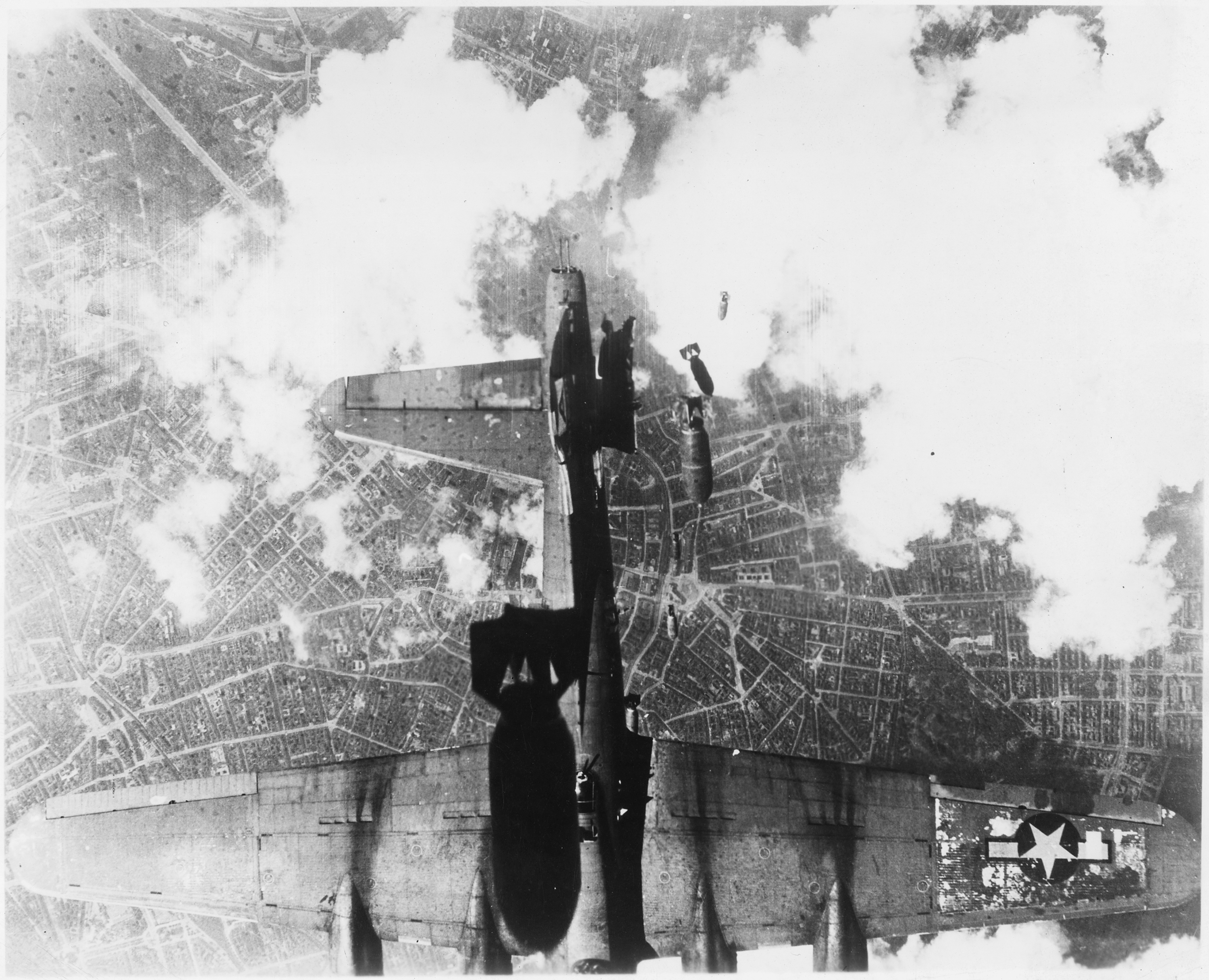
一架美國陸軍航空軍的B-17轰炸机在空袭时被一颗过早爆破的炸弹损坏，于博物館島上空坠毁，机上11名士兵丧生。

美國第八航空隊司令詹姆斯·杜立德少将于1944年2月对美国空军战略轰炸机编队的战斗机防御系统进行重大更改。此举大大增强了美国战略轰炸人员的信心。在此之前，盟军轰炸机一直避免与德国空军接触。现在，美国人使用了任何能迫使德国空军参战的方法。在1944年2月20日至25日，盟军展开了轰炸柏林的论据行动。美國陸軍航空軍推测，突袭德国首都将迫使德国空军参战。因此，3月4日，美军特遣队对柏林发动了几次袭击。激烈的战斗使双方都蒙受了沉重的损失。盟军损失了69架B-17，而德国空军则损失了160架飞机。双方的区别在于盟军的工业能力能够快速补充他们在战斗中损失的战机，相比之下德国空军已经没有再补充的能力。
3月24日至25日晚上，皇家空军的811架轰炸机在柏林进行了最后一次大规模突袭，有72架战机在德国或北海坠毁，由于柏林空战的失败，以及在夏季为支持盟军入侵法国，英军而改用对法国进行战术轰炸，英国皇家空军轰炸机司令部在1944年的大部分时间放弃了柏林。皇家空军和美国空军继续进行包括为诱杀德国军队研究中心而进行的多项行动。

### 盟军对柏林展开的最大空袭行动
1945年，美國第八航空隊对柏林进行了多次大型的日间空袭。盟军认为德国第六装甲集团军会使用坦佩尔霍夫火车站前往东线，于是在2月3日的上午出动1500架轰炸机及958架战斗机轰炸了柏林铁路系统。这是美国空军少有的对城市中心进行大规模袭击的场合之一。美国空军第八航空队司令詹姆斯·杜立德中将最初反对该战术，但他被盟军司令德怀特·艾森豪威尔将军支持的美国空军司令卡爾·斯帕茨将军否决了。艾森豪威尔和斯帕茨清楚地表明进攻具有重大的政治意义，旨在协助苏联于柏林以东的維斯瓦河-奧得河攻勢进攻，对盟军的团结至关重要。

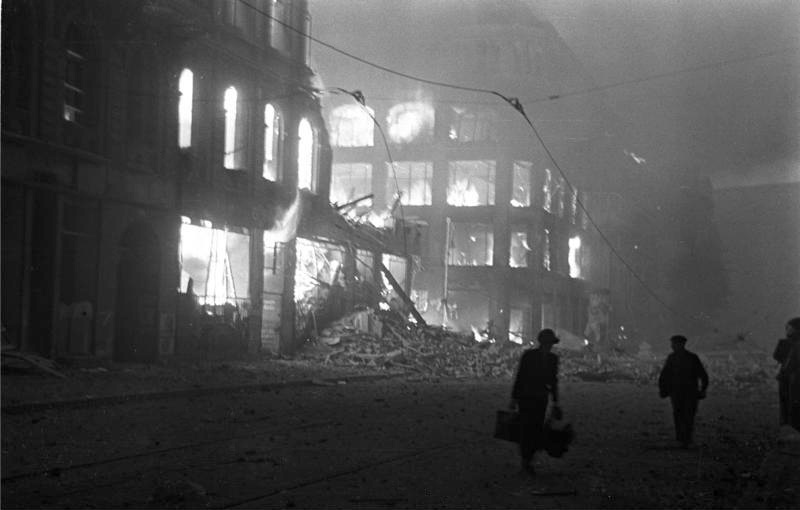
1944年7月的柏林轰炸

在这次突袭中，由第100轰炸集团的中校罗伯特·罗森塔尔中校指挥整个第一航空师的轰炸机空袭分为两次进行，首次由上午11:02至11:18，而第二次从11:24进行至11:52。一共有超过2000吨高爆炸弹和250吨燃烧弹被投放在柏林西北地区。克罗伊茨贝格和米特两个行政区之间的弗里德里希施塔特报纸区，路易斯伊森施塔特，以及腓特烈斯海恩等其他地区都受到严重破坏。遭受最大破坏的地区不在南北两部的铁路正线，而在于柏林安哈尔特与波茨坦两个火车终点站，后者自1944年起因炸弹炸毁而停止使用。
爆炸的密集程度以及当天的风向导致城市大火的爆发。这场大火持续了四天，从腓特烈施塔特南部和邻近的路易斯·森施塔特的西北部向东蔓延，到达水道，大通道和公园之后，大火才得以扑灭，其范围内的所有可燃物都被烧成灰烬。由于德国补给品用尽，德国的防空设施不足且实力薄弱，因此，在面对1,600架美国战机时，只有36架被击落，其机组人员被俘为战俘。空军第一司令官罗森塔尔中校是被击落并幸存的人之一，之后被苏联武装部队营救，最终得以返回英格兰。
据2月14日德国国防部的报道，此次空袭中有2894人死亡，但据美国军方估计死亡人数应该高达25000人。总共有2296栋建筑物被摧毁，909处被严重破坏，3606处受到中度损坏，22519套公寓被摧毁，而由于倒塌的危险，另外27017栋里的居民不得不撤离自己的住所。360个军备工厂被完全摧毁，另外170个严重受损。许多古迹，例如许多教堂，马切尔新教徒领事馆（今天是柏林猶太博物館的入口），以及政府和纳粹党的建筑物也受到了打击，包括德國總理府，党校大厦，盖世太保总部和人民法院。波茨坦广场车站与柏林宮被毁，菩提樹下大街的国家歌剧院，威廉大街和腓特烈大街地区变成了废墟的海洋。以死亡人数来衡量，这是对柏林的最大空袭。袭击中至少有2万人受伤，12万人无家可归。空袭的受害者中有许多囚犯和强迫劳动者，还有臭名昭著的人民法院首席法官羅蘭德·弗萊斯勒。因为本次空袭是在白天进行的，而且燃烧弹使用的不多，最后死亡人数比美军预期的要少。
第二场空袭开始于2月26日，有1184架美国轰炸机抵达柏林，投下1628.7吨高爆炸弹和1258吨燃烧弹，使另外80000人无家可归。第三场突袭在3月18日，有1200架美国空军轰炸机被派遣，对柏林附近的法尔肯塞和斯潘道进行了轰炸。轰炸机群在10:57至12:45之间投下了3000多吨炸弹，是柏林空袭当中投放炸弹量最大的行动。美國第十五航空隊于3月24日向柏林执行了该队唯一的轰炸任务，
空袭持续到四月份，美国空军的最后一次重大日间攻击始于1945年4月10日下午2:30，结束于下午2:55。共有1232架飞机投入战斗，是有史以来同时在柏林部署战机数量最大的行动。
在战争的最后几天，苏联空军也轰炸了柏林，并从3月28日起用伊尔-2和类似的轰炸机进行了低空袭击。到了这个时候，柏林的民防和基础设施几乎崩溃了，但平民的士气却保持不变。
截至1945年3月，柏林共遭受了314次空袭，其中有85次是在过去的12个月内进行的，所有房屋中有一半被毁，约三分之一的居民无法居住，全市仅16平方公里就是废墟。柏林空袭造成的死亡总数估计在20000至50000之间。德国目前的研究表明，更低的数字更有可能出现。相比之下，在1945年2月14日德累斯顿轰炸中，死亡人数为22000至25000，而在1943年的一次袭击中，有40,000人在汉堡大轰炸被杀。汉堡和德累斯顿的袭击伤亡总数均低于造成至少100,000人丧生的1945年3月10日东京大轰炸柏林的伤亡人数相对较低的部分原因是该市与英国的飞机场相距遥远，导致盟军在1944年法国解放前难以进行大规模的突袭，同时该市优越的防空系统和庇护所也是原因之一。

## 柏林的防空系统

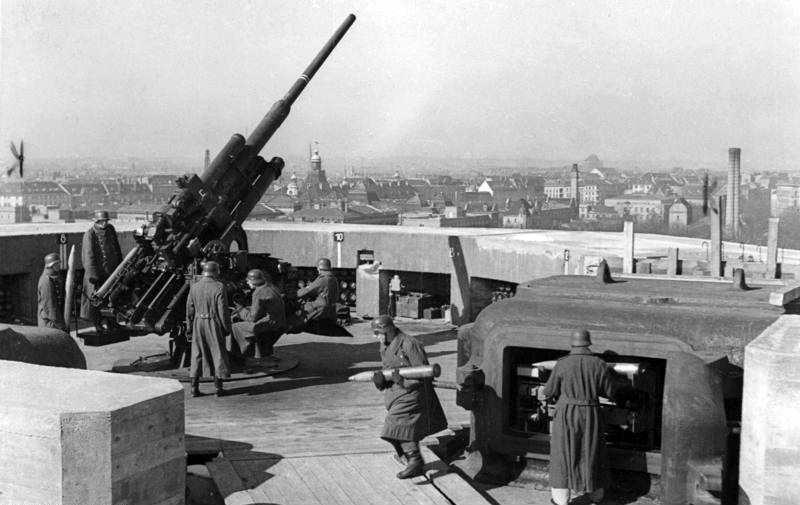
1942年4月，位于柏林动物园的防空塔。

纳粹政权很早便清楚地意识到保护帝国首都免于空袭破坏的政治必要性，甚至在战争之前已经开始着手建立一个庞大的公共空袭避难所系统。但是截至1939年，所计划的2000个防空洞中仅有300多个得以完工。到了1941年，位于柏林动物园、安哈尔特火车站、洪堡火车站、腓特烈斯海恩区及克莱斯特公园的五个巨大的公共庇护所已经建成，能为65000人提供避难。其他庇护所则建在政府大楼底下，其中最著名的是帝国總理府下的所谓元首地堡。此外，许多柏林地鐵站也被改建为避难所。
1943年，德国决定从柏林撤离非必要人员。40万人于1月撤离，随后的几个月中又有16万人离开柏林。在四月份盟军恢复了对柏林的轰炸行动的时候，让大部分柏林居民，包括40万名未成年人有条不紊的疏散计划已经到位。到1944年，已有120万人撤离到农村地区，大多被分配到德国北方的石勒苏益格-荷尔斯泰因。撤离的人口中包括790000名妇女和儿童，约占该市人口的四分之一。政府曾设法从柏林撤离所有儿童，但遭到孩童父母们的抵制。正如1940年与41年被轰炸后的伦敦一样，许多撤离者之后很快就回到了柏林。
随着战争的进行，人力短缺的情况越来越严重，这意味着女性劳动力对于保持柏林的战争产业至关重要，因此政府无法撤离所有带孩子的妇女。1944年底，随着逃离苏联红军在东部前进的难民开始涌入柏林，柏林的人口又开始增长。这些“来自东方的难民”被正式拒绝在柏林停留两天以上，并被安置在靠近城市的集中营中，然后向西转移。据估计，当时仍有不到50000人留在柏林。到1945年1月，柏林人口约为290万，德国军方对于人力的需求达到最高，以至于军队中只有100000是18-30岁的男性。另有约100000人被强迫劳动，主要是法国的强迫劳工和俄罗斯的“東方勞工”。柏林市区内修建了三座巨大的防空塔，所配置的探照灯和12.8厘米40年式高射炮提供了极为坚固的保护，并为平民提供了防空洞。这些塔分别位于大蒂尔加滕公园，洪堡和腓特烈斯海恩区的柏林动物园。随着年龄较大的男子被选拔到前线，越来越多的希特勒青年團的少年们被派去操纵高射炮。到1945年，德國少女聯盟的女孩也开始肩负使用高射炮的职责。1944年以后，德国空军几乎没有提供战斗机保护，而盟军越来越庞大的进攻规模使高射炮的防御力不堪重负。

## 时间表
| 日期                  | 轰炸执行方               | 任务细节 | 任务结果 |
| --------------------- | ------------------------ | --- | --- |
| 1940年6月7日至8日     | 法國海軍                 | 一架F.222式轰炸机儒勒·凡尔纳改装了远程运输工具。从波尔多飞过波罗的海，从北方飞抵柏林。 | |
| 1940年8月25日至26日   | 英國皇家空軍             | 出动95架轰炸机，包括威靈頓轟炸機 | 于柏林北部投下22吨炸弹，并未造成太多损失。 |
| 1940年8月29日         | 英國皇家空軍             | | 轰炸柏林火车总站，造成周边居民区12人死亡，28人受伤。 |
| 1940年8月31日         | 英國皇家空軍             | | 轰炸柏林市中心、西门子施塔特及新克尔恩，造成6人受伤。 |
| 1940年9月4日          | 英國皇家空軍             | | 轰炸柏林市中心，没有造成人员伤亡。 |
| 1940年9月7日          | 英國皇家空軍             | | 炸毁了位于新克尔恩区的基督教堂。 |
| 1940年9月10日         | 英國皇家空軍             | | 勃兰登堡门遭到损坏. |
| 1941年3月24日         | 英國皇家空軍             | 130架轰炸机. 波兰流亡不列颠的空军首次参战 | |
| 1941年4月10日         | 英國皇家空軍             | | 击中柏林國立歌劇院，造成该建筑部分被烧毁。 |
| 1941年4月17日至18日   | 英國皇家空軍             | [ 22 ] | |
| 1941年8月7日至8日     | 蘇聯海軍航空兵           | 10架波羅的海艦隊的DB-3轰炸机，从萨雷马岛的庫雷薩雷機場出发 | 5架抵达柏林，共投下3吨炸弹。 |
| 1941年8月8日至9日     | 蘇聯海軍航空兵           | 9架波罗的海舰队的DB-3轰炸机，从萨雷马岛的库雷萨雷机场起飞 | 9架抵达柏林，共投下5.4吨炸弹。 |
| 1941年8月10日至11日   | 蘇聯空軍                 | 普希金的8架TB-7重型轰炸机和3架Yer-2，其中3 TB-7和2架Yer-2到达了柏林。 | |
| 1941年8月13日         | 英國皇家空軍             | | 共投下82吨 |
| 1941年8月15日至16日   | 蘇聯海軍航空兵, 蘇聯空軍 | 波罗的海舰队的13架DB-3轰炸机和远程飞行的9架DB-3，从萨雷马岛开始运作 | 17架战机抵达柏林，共投下10.5吨炸弹 |
| 1941年8月18日至19日   | 蘇聯空軍                 | 5架来自远程航空的DB-3轰炸机，从萨列马岛运行，2架到达柏林。 | |
| 1941年8月20日至21日   | 蘇聯海軍航空兵, 蘇聯空軍 | 8架波罗的海舰队的DB-3轰炸机和远程航空的4架DB-3F（Il-4）轰炸机，从萨列马岛出发。3架到达柏林，4架失踪。 | |
| 1941年8月31日至9月1日 | 蘇聯海軍航空兵           | 6架波罗的海舰队的DB-3轰炸机，从萨列马岛起飞，2-3架到达柏林。 | |
| 1941年9月2日至3日     | 蘇聯海軍航空兵           | 2架波罗的海舰队的DB-3轰炸机，从萨列马岛起飞，1架到达柏林。 | |
| 1941年9月3日          | 英國皇家空軍             | [ 7 ] | |
| 1941年9月4日          | 英國皇家空軍             | [ 7 ] | |
| 1941年9月4日至5日     | 蘇聯海軍航空兵           | 波罗的海舰队的6架DB-3轰炸机（其中3架到达了柏林）。从8月7日至9月5日，总共有57架海军和27架DB-3/DB-3F军机进行了10次空袭，其中50架到达柏林， | 共投下30吨炸弹。) |
| 1941年9月8日          | 英國皇家空軍             | | 烧毁柏林波茨坦火车总站，造成超过100名市民死亡。 |
| 1941年11月7日         | 英國皇家空軍             | 派出169架战机 | 只有约3成的战机抵达主要轰炸目标，当天柏林上空的厚云层导致无法进行精准轰炸。最后损失21架战机。 |
| 1942年8月26日         | 蘇聯空軍                 | 派出DB-3轰炸机 | |
| 1943年1月30日         | 英國皇家空軍             | 第105中队及第139中队驾驶蚊式轰炸机出动。 | 扰乱纳粹政府对接管德国政权十周年的纪念活动。 |
| 1943年3月2日          | 英國皇家空軍             | 派出251架战机。 | 损失17架，共投下610吨炸弹，造成711人死亡。 |
| 1943年4月20日         | 英國皇家空軍             | 第105中队出动。 | 损失一架战机。 |
| 1943年8月23日至24日   | 英國皇家空軍             | 727架蘭開斯特轟炸機，哈利法克斯轟炸機，史特靈轟炸機和蚊式轟炸機出发，其中70架在到达目标之前转身。损失了57架飞机（7.8％）。 | 在柏林波茨坦火车总站附近引起火灾，炸毁帝国卫生局，机场设施以及夏洛滕堡的一间监狱。 |
| 1943年8月31日至9月1日 | 英國皇家空軍             | 613架重型轰炸机和9架蚊式轰炸机。损失了47架飞机（7.6％）。 | |
| 1943年9月3日至4日     | 英國皇家空軍             | 316蘭開斯特轟炸機（Lancaster）派遣了四架蚊式轰炸机来转移火炬，以分散防御力。 损失了22架飞机（6.9％）。 | |
| 1943年11月18日至19日  | 英國皇家空軍             | 柏林是主要目标，由440名蘭開斯特轟炸機和4架蚊式轟炸機进行袭击。其他395架飞机对曼海姆和路德维希港进行了转移袭击。蚊式轟炸機袭击了其他几个城镇。 | 英军损失32架飞机。 |
| 1943年11月22日至23日  | 英國皇家空軍             | 柏林是主要轰炸目标。469架蘭開斯特轟炸機，234架哈利法克斯轟炸機，50架史特靈轟炸機，11架蚊式轟炸機。总计764架飞机中有26架飞机丢失。 | 蒂尔加滕、夏洛滕堡、舍讷贝格及施潘道承受重要损失。干燥的天气引发大火，导致17.5万人无家可归。威廉皇帝纪念教堂被部分摧毁。多国大使馆、夏洛滕堡、柏林动物园、弹药部、党卫军行政学院以及数座工厂被毁。 |
| 1943年11月23日至24日  | 英國皇家空軍             | 主要目标柏林受到365架蘭開斯特轟炸機，10架哈利法克斯，8架蚊式轰炸机的攻击，共383架战机。 | |
| 1943年11月24日至25日  | 英國皇家空軍             | 柏林在一次小规模的突袭中遭到了6架蚊式轰炸机的袭击，其中1架蚊式轰炸机丧生。 | |
| 1943年11月25日至26日  | 英國皇家空軍             | 3架蚊式轰炸机袭击柏林。 | |
| 1943年11月26日至27日  | 英國皇家空軍             | 主要目标柏林受到443蘭開斯特轟炸機和7蚊式轰炸机的攻击。柏林的大部分破坏都发生在半工业化的郊区赖尼肯多夫。斯图加特是一次改道，遭到84架飞机的攻击。当晚的总数为666架次。损失了34架飞机（5.1％）。 | |
| 1943年12月2日至3日    | 英國皇家空軍             | 柏林是主要目标，遭到425名蘭開斯特轟炸機，18个蚊式轰炸机和15个哈利法克斯的攻击。德军正确地认为柏林是目标。意外的阵风分散了轰炸机的编队，因此德国战斗机发现了轰炸机更容易成为目标。37蘭開斯特轟炸機（Lancaster），2哈利法克斯（Halifaxes），1蚊式轰炸机（占力量的8.7％）。                                                                       | 由于侧风，轰炸不准确，并在城市南部，但是又有两个西门子公司工厂，一个滚珠轴承工厂和几个铁路设施遭到破坏。 |
| 1943年12月16日至17日  | 英國皇家空軍             | 柏林是主要目标。它受到483蘭開斯特轟炸機和15蚊式轰炸机的袭击。德国夜间战斗机被成功定向拦截轰炸机。一架Bf 110戰鬥機遭到损坏，这是这些猎人的杀手第一次成功进行Serrate巡逻。25架蘭開斯特轟炸機部队在敌方占领区上空丧生，由于极低的云层，另外29架飞机在英格兰着陆时丧生。                                                                           | 对柏林铁路系统的破坏是广泛的。停运了1,000辆运往东线的战车，耗时6天。国家剧院和容纳德国军事和政治档案的建筑物均被摧毁。轰炸行动的累积影响现已使柏林总住处的四分之一以上无法使用。装备有锯齿雷达探测器的两名Bristol Beaufighters和2个100组的Mosquitos巡逻了德国夜总会。                                                                                           |
| 1943年12月23日至24日  | 英國皇家空軍             | 柏林遭到364蘭開斯特轟炸機群岛，8蚊式轰炸机和7哈利法克斯的袭击。德国战斗机在天气上遇到困难，只能击落16架兰卡斯特，占总兵力的4.2％。 | 对柏林的破坏相对较小。 |
| 1943年12月29日至30日  | 英國皇家空軍             | 柏林是主要目标。457蘭開斯特轟炸機，252哈利法克斯和3蚊式轰炸机（712架），皇家空军损失很小，仅占部队的2.8％。 | 厚厚的云层导致皇家空军无法进行精准轰炸，造成的损失很小。 |
| 1944年1月1日至2日     | 英國皇家空軍             | 柏林是主要目标。362蘭開斯特轟炸機，12蚊式轰炸机，9哈利法克斯（383架飞机）。夜间战斗机直到轰炸机在柏林上空才赶上轰炸机，并成功击落了27％的兰卡斯特，占部队的10％。 | |
| 1944年1月5日至6日     | 英國皇家空軍             | 13个蚊式轰炸机对柏林进行的转移性袭击。 | |
| 1944年1月10日至11日   | 英國皇家空軍             | 20个蚊式轰炸机对柏林，索林根，科布伦茨和克雷费尔德进行了小规模袭击。没有飞机丢失。 | |
| 1944年1月14日至15日   | 英國皇家空軍             | 17蚊式轰炸机在马格德堡和柏林发动了小规模突袭。 | |
| 1944年1月20日至21日   | 英國皇家空軍             | 柏林是主要目标。495兰卡斯特，264哈利法克斯，10蚊式轰炸机，共769飞机被派往柏林。夜间战斗机的袭击被成功地压制回了家。损失了22架哈利法克斯和13架蘭開斯特轟炸機，占部队的4.6％。 | 由于第二天的低云量，无法评估损坏。 |
| 1944年1月27日至28日   | 英國皇家空軍             | 柏林是主要目标。515兰卡斯特和15架蚊式轰炸机被派往柏林。皇家空军的记录表明，炸弹爆炸似乎是在顺风和顺风的情况下进行的。转移注意力的突袭在转移德国夜间战斗机方面仅取得了部分成功。 | 一共投放1761吨炸弹，破坏多处居民区与文化遗址。英军损失了33架蘭開斯特轟炸機，另有167架轰炸了其他目标。 |
| 1944年1月28日至29日   | 英國皇家空軍             | 柏林是主要目标。432兰卡斯特，241哈利法克斯，4蚊式轰炸机（677飞机）派往柏林。皇家空军记录的状态是这一时期最集中的袭击，西部和南部地区都被部分云所覆盖。德国的记录并不完全支持这一提及，因为该市外有77个地方遭到袭击。欺骗袭击和在丹麦北部的巡逻并没有阻止德国的防空部队做出反应。46架飞机，占兵力的6.8％。刚好有100多架飞机攻击了许多其他目标。 | |
| 1944年1月30日至31日   | 英國皇家空軍             | 柏林是主要目标。440架蘭開斯特轟炸機，82架哈利法克斯，12架蚊式轰炸机（534架飞机）已派往柏林。皇家空军损失了33架飞机，占总数的6.2％。 | |
| 1944年2月15日至16日   | 英國皇家空軍             | 柏林的主要目标。561蘭開斯特轟炸機，314哈利法克斯，16蚊式轰炸机（891架飞机），已派往柏林。 | 尽管有云层覆盖，但最重要的战争产业受到了打击，包括大的西门子施塔特地区，中部和西南部地区承受了大部分破坏。这是英国皇家空军对柏林的最大空袭。24个第8集团蘭開斯特轟炸機集团对奥得河畔法兰克福进行了一次转移性袭击，未能使德国人感到困惑。皇家空军损失了43架飞机，其中26架是蘭開斯特轟炸機，17架是哈利法克斯，占部队总数的4.8％。另有155架次对其他目标进行了飞行。 |
| 1944年3月4日          | 美國陸軍航空軍           | 目标：柏林。3月3日，恶劣的天气阻止了突袭行动的进行。第八航空隊的730架轰炸机（504架B-17和226架B-24）和644架战斗机进行了最大努力。造成37人损失。 | |
| 1944年3月6日          | 美國陸軍航空軍           | 对柏林发动全天空袭。 | 美国的69架轰炸机坠毁，以及11架P-51戰鬥機。德国空军损失了64架战斗机，其中包括16架Bf 110和Me 410戰鬥機。 |
| 1944年3月8日          | 美國陸軍航空軍           | 623架轰炸机袭击柏林。37架美国轰炸机丧生，18架战斗机丧生。德国空军损失了42架战斗机，其中3人丧生，26人失踪，9人受伤（包括Me 410和Bf 110多人驾驶飞机） | |
| 1944年3月24日至25日   | 英國皇家空軍             | 发动811架轰炸机，并将柏林作为主要目标。轰炸机群中途分散，到达柏林的炸弹被炸到城市的西南部。 | 皇家空军损失了72架飞机。 |
| 1945年2月3日          | 美國陸軍航空軍           | 出动958架战机，分两次空袭柏林。 | 在克罗伊茨贝格区与米特区引发火灾，摧毁大量住宅处及军备工厂。烧坏柏林宮与国家歌剧院。 |
| 1945年2月26日         | 美國陸軍航空軍           | 出动1184架轰炸机。 | 投下1628.7吨高爆炸弹及1258吨燃烧弹。 |
| 1945年3月18日         | 美國陸軍航空軍           | 出动约1200架轰炸机。 | 共投下3000多吨炸弹。 |
| 1945年3月28日         | 苏联空军                 | 出动伊尔-2轰炸机 | |
| 1945年4月10日         | 美國陸軍航空軍           | 出动1232架战机。 | |
| 1945年4月19日         | 英國皇家空軍             | [ 67 ] | |

## 牺牲人数

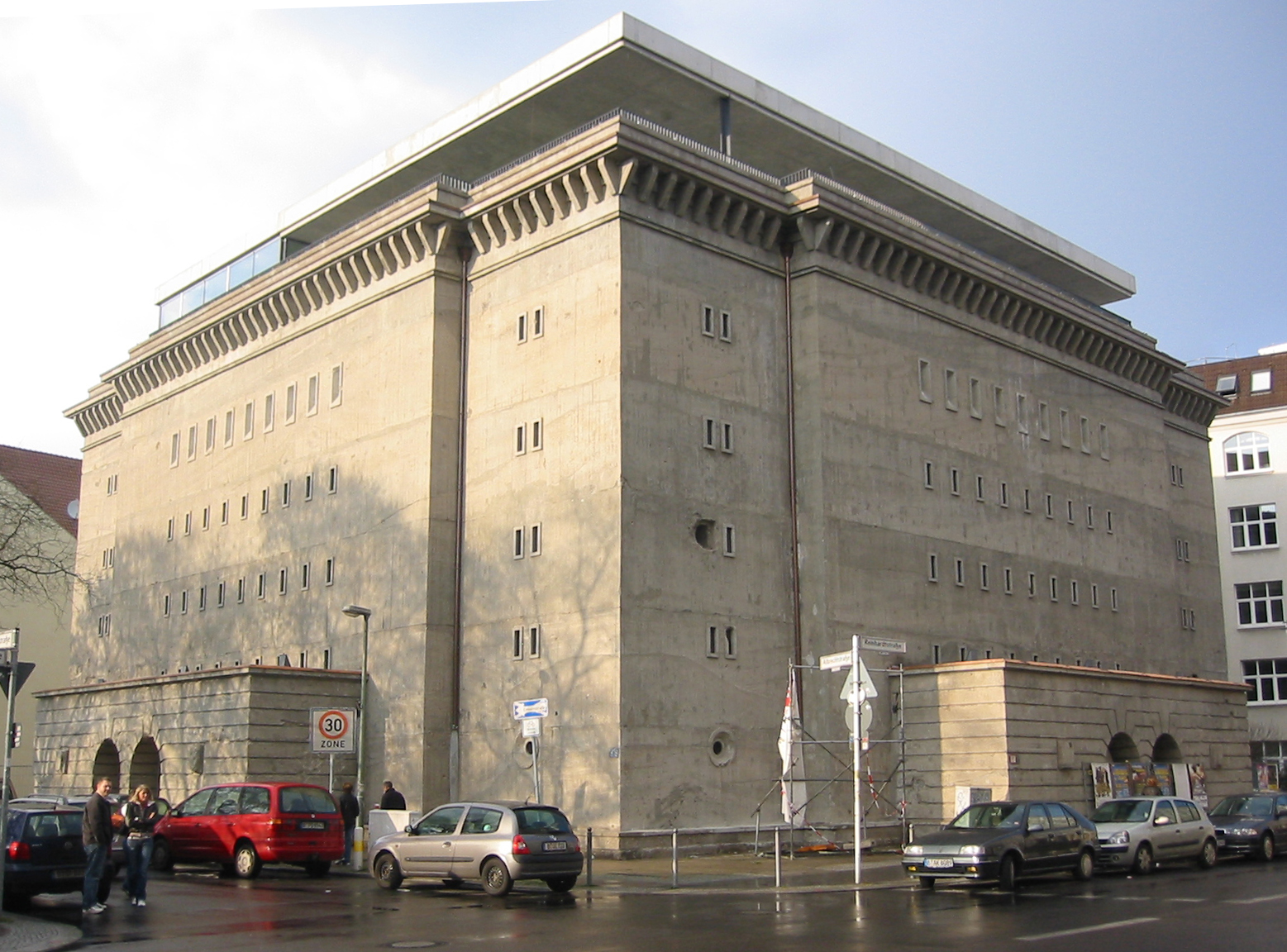
柏林地堡，由纳粹德国政府修建的防空地堡。

柏林是空袭最多的德国城市，但受害人数仍比汉堡的“蛾摩拉行动”少。关于受害者人数有不同的说法。
总体上说，柏林至少有20,000例死亡，最多50,000例死亡，尽管下落不明的下落尚不清楚。作者约尔格·弗里德里希（JörgFriedrich）在其2004年出版的著作《Der Brand》中指出了11367人死亡。.军事历史学家奥拉夫·格罗勒（Olaf Groehler）估计空袭的受害者人数为29,000–30,000。保护警察上校的私人记录显示，柏林有49,600人死亡。
在柏林，与德国其他城市，没有波澜，由于结构条件（很少或没有半木结构房屋，街道宽阔无建筑物密集）。在人口密集地区或山谷中的城市（如伍珀塔尔或斯图加特），这种情况更有可能出现。
战争结束时，已建成的28.5平方公里的市区一片废墟。成千上万的柏林人无家可归。战后，统计学家计算得出，每一个柏林居民都有近30立方米的瓦砾。.
在1,562,641套公寓中，超过500,000套被完全摧毁，大约100,000个受到严重破坏，而380,000个受到轻微破坏；仅有370,000未被损坏。在米特区和蒂尔加滕区，超过50％的公寓被完全或严重破坏。